# Walter Sydney Adams
Walter Sydney Adams, ameriški astronom, * 20. december 1876, Sirija, (Kessab pri Antakiji, Turčija), † 11. maj 1956, Pasadena, Kalifornija, ZDA.

## Življenje in delo
Od leta 1901 je Adams deloval na Observatoriju Yerkes v Williams Bayju v Wisconsinu, leta 1904 pa je prešel na Observatorij Mt. Wilson nedaleč od Pasadene, kjer je bil od leta 1923 do 1946 predstojnik.
Ukvarjal se je s Sončevo in zvezdno spektroskopijo. Bil je začetnik postopka določevanja razdalj zvezd s spektroskopsko paralakso. Leta 1914 je skupaj s Kohlschütterjem določil glede na spektralna sodila absolutno svetlobo zvezd. Leta 1916 je prepoznal prvo spremljevalko Sirija kot belo pritlikavko, ki jo je že pol stoletja prej leta 1862 odkril Alvan Graham Clark, vendar so menili, da je hladna rdeča zvezda. Leta 1918 je to potrdil tudi Bernewitz. Adams se je ukvarjal z atmosfero Marsa.

## Priznanja

### Nagrade
- zlata medalja Kraljeve astronomske družbe (RAS) (1917)
- medalja Henryja Draperja (1918)
- medalja Bruceove (1928)
- lektorat Henryja Norrisa Russlla (1947)

### Poimenovanja
Po njem se imenuje asteroid 3145 Walter Adams, krater Adams na Marsu. Po njem, Charlesu Hitchcocku Adamsu in Johnu Couchu Adamsu pa se imenuje krater Adams na Luni.